# Kiwa hirsuta
Kiwa hirsuta er et ca. 15 cm langt håret hvidt krebsdyr, som i 2005 blev fundet i det sydlige Stillehav.
Det lever på flere kilometers dybde,og kan ikke se. 
Det er så specielt et dyr at det har fået sin egen slægt og familie Kiwaida.